# August Bahrenberg
August Bahrenberg (* 20. April 1878 in Stiepel; † 3. Mai 1933 in Bochum) war Bergmann und Politiker (SPD).
Er trat 1903 der SPD bei, als man ihn wegen seiner sozialdemokratischen Gesinnung in der Bergschule für eine Ausbildung zum Steiger abgelehnt hatte. Er war mit kurzer Unterbrechung von 1918 bis 1929 Vorsteher der Gemeinde Querenburg im Landkreis Bochum und zeitweilig stellvertretender Landrat. Zu seinen Verdiensten für die Gemeinde zählt 1920 die Errichtung der Siedlung an der Lennershofstraße, heute in unmittelbarer Nähe der Ruhr-Universität Bochum und der Hochschule Bochum. 1919 bis 1920 war er für den Wahlkreis Bochum-Land Mitglied des Provinziallandtages von Westfalen.
Seine Überzeugung wurde ihm später zum Verhängnis. Im März 1933 wurde er von der SA zum Verhör in das Bochumer Polizeipräsidium an der Uhlandstraße abgeführt. Hier traf er unter anderem die verhafteten Sozialdemokraten Fritz Husemann (1873–1935), Heinrich König (1886–1943) und Karl Stühmeyer (1866–1936). Bei einer erneuten Verhaftung wurde er in die  berüchtigte Zeche Gibraltar verschleppt. Der herzkranke Bahrenberg starb kurze Zeit später am 3. Mai 1933 im Alter von 53 Jahren.